# Harald Brun

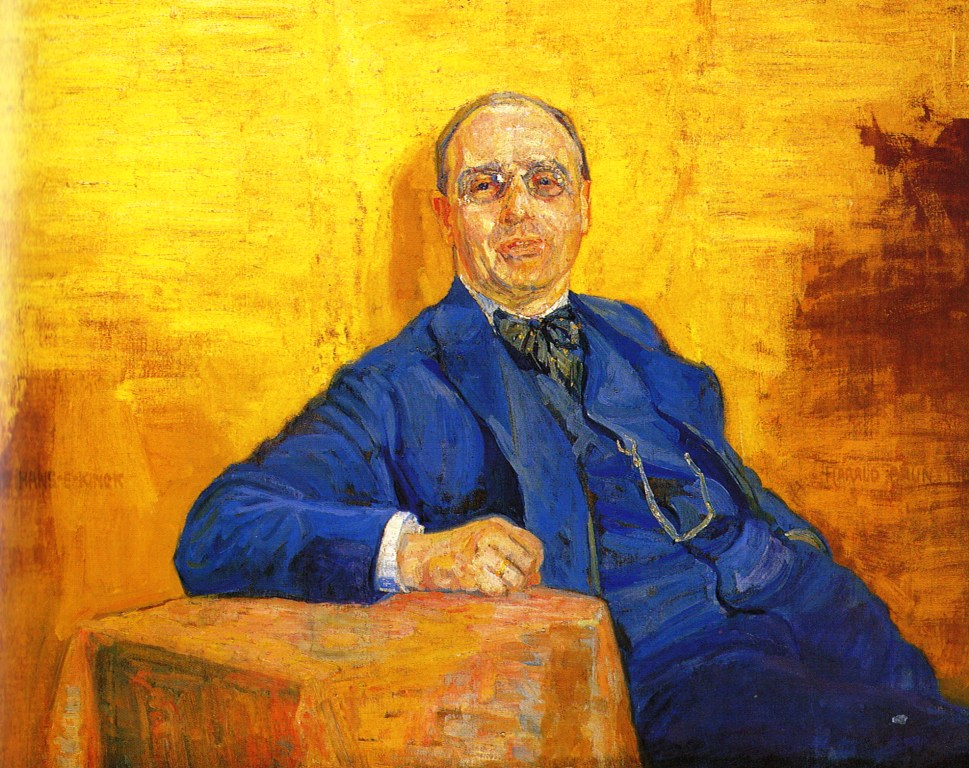
Hans E. Kinck, målad av Harald Brun 1908

Harald Brun, född 1873 och död 1927, var en norsk konstnär.
Brun måldade med särskild kärlek målade blomster och unga kvinnor. Han måleri anses ligga nära den danska skolan.